# كاسال دي برينسيبي
كاسال دي برينسيبي، (بالإنجليزية: Casal di Principe)‏، هي (بلدية) في مقاطعة كازيرتا، في منطقة كامبانيا الإيطالية، وتقع على بعد حوالي 25 كم (16 ميل) شمال غرب نابولي، وحوالي 20 كم (12 ميل) جنوب غرب كازيرتا. ويبلغ عدد سكانها حوالي 21000 شخص. تقع البلدة على أراضي Agro aversano - وهي منطقة ريفية بها 19 كومونة موزعة على أراضيها، وترتبط مباشرة ببلدية سان سيبريانو دي أفيرسا.

## السكان
في سنة 1861 بلغ عدد السكان 3٬237 نسمة، وتطور العدد ليصل في سنة 2016 لـ 21٬389 نسمة.
يظهر هذا المخطط البياني تطور النمو السكاني لـ كاسال دي برينسيبي

## أعلام
- جوزيبي ديانا